# Akcja Ludowa
Akcja Ludowa (hiszp. Acción Popular) do 1932 roku Akcja Narodowa (hiszp. Acción Nacional) – hiszpańska prawicowa partia monarchistyczna założona w 1931 przez Ángela Herrera Oria. W 1933 roku weszła w skład Hiszpańskiej Konfederacji Prawicy Autonomicznej.

## Historia
Akcja Narodowa została założona 29 kwietnia 1931 przez Ángela Herrera Oria po upadku monarchii hiszpańskiej i porażce partii monarchistycznych w wyborach parlamentarnych w 1931 w celu bronienia katolików w republice. Głównym liderem był redaktor gazety El Debate i późniejszy kardynał Ángel Herrera Oria. 19 października 1931 roku zrezygnował z roli przewodniczącego partii. Zastąpił go José María Gil-Robles. W 1932 roku została zmieniona nazwa na Akcja Ludowa, ponieważ rząd Manuela Azañiego zakazał używania słowa „nacional” w nazwach partii. W 1933 roku weszła w skład Hiszpańskiej Konfederacji Prawicy Autonomicznej.